# Municipio de St. Joseph (Indiana)
El municipio de St. Joseph (en inglés: St. Joseph Township) es un municipio ubicado en el condado de Allen en el estado estadounidense de Indiana. En el año 2010 tenía una población de 72245 habitantes y una densidad poblacional de 785,15 personas por km².

## Geografía
El municipio de St. Joseph se encuentra ubicado en las coordenadas 41°8′21″N 85°3′32″O / 41.13917, -85.05889. Según la Oficina del Censo de los Estados Unidos, el municipio tiene una superficie total de 92.01 km², de la cual 91.91 km² corresponden a tierra firme y (0.12%) 0.11 km² es agua.

## Demografía
Según el censo de 2010, había 72245 personas residiendo en el municipio de St. Joseph. La densidad de población era de 785,15 hab./km². De los 72245 habitantes, el municipio de St. Joseph estaba compuesto por el 85.7% blancos, el 7.65% eran afroamericanos, el 0.28% eran amerindios, el 2.3% eran asiáticos, el 0.03% eran isleños del Pacífico, el 1.29% eran de otras razas y el 2.75% pertenecían a dos o más razas. Del total de la población el 3.82% eran hispanos o latinos de cualquier raza.